# Pedostrangalia rubricosa
Pedostrangalia rubricosa là một loài bọ cánh cứng trong họ Cerambycidae.